# Abner Hazeltine
Abner Hazeltine  (* 10. Juni 1793 in Wardsboro, Windham County, Vermont; † 20. Dezember 1879 in Jamestown, New York) war ein US-amerikanischer Politiker. Zwischen 1833 und 1837 vertrat er den Bundesstaat New York im US-Repräsentantenhaus.

## Werdegang
Abner Hazeltine besuchte die öffentlichen Schulen seiner Heimat und danach bis 1815 das Williams College in Williamstown (Massachusetts). Im Jahr 1815 zog er nach Jamestown, wo er als Lehrer arbeitete. Nach einem Jurastudium und seiner 1819 erfolgten Zulassung als Rechtsanwalt begann er im Chautauqua County in diesem Beruf zu arbeiten. Zwischenzeitlich verlegte er seine Praxis nach Warren in Pennsylvania, ehe er 1823 nach Jamestown zurückkehrte. Zwischen 1826 und 1829 war er auch als Journalist für die Zeitung Jamestown Journal tätig. Politisch schloss er sich zunächst der Anti-Masonic Party an. Danach wurde er Mitglied der kurzlebigen National Republican Party. In den Jahren 1829 und 1830 saß er als Abgeordneter in der New York State Assembly.
Bei den Kongresswahlen des Jahres 1832 wurde Hazeltine als Kandidat der Anti-Masonic Party im damals neu eingerichteten 31. Wahlbezirk von New York in das US-Repräsentantenhaus in Washington, D.C. gewählt, wo er am 4. März 1833 sein neues Mandat antrat. Nach einer Wiederwahl als Nationalrepublikaner konnte er bis zum 3. März 1837 zwei Legislaturperioden im Kongress absolvieren. Bereits seit dem Amtsantritt von Präsident Andrew Jackson im Jahr 1829 wurde innerhalb und außerhalb des Kongresses heftig über dessen Politik diskutiert. Dabei ging es um die umstrittene Durchsetzung des Indian Removal Act, den Konflikt mit dem Staat South Carolina, der in der Nullifikationskrise gipfelte, und die Bankenpolitik des Präsidenten.
1836 verzichtete Abner Hazeltine auf eine weitere Kongresskandidatur. Zwischen 1847 und 1850 war er Bezirksstaatsanwalt im Chautauqua County; von 1859 bis 1863 war er dort als Bezirksrichter tätig. Später wurde er Bundesbeauftragter für den nördlichen Teil des Staates New York. Diesen Posten bekleidete er bis zu seinem Tod am 20. Dezember 1879 in Jamestown.